# Coronididae
Coronididae is een familie van kreeftachtigen uit de klasse van de Malacostraca (Hogere kreeftachtigen).

## Geslachten
- Acoridon Adkison, Heard & Hopkins, 1983
- Coronida Brooks, 1886
- Mortensenenus Manning, 1990
- Neocoronida Manning, 1976
- Paracoridon Moosa, 1991